# Cadu Silva
Carlos Eduardo Bertolassi da Silva, mais conhecido como Cadu Silva ou simplesmente Cadu (Matão, 21 de fevereiro de 2002) é um futebolista brasileiro que atua como lateral-direito. Atualmente, atua pelo Santos FC.

## Carreira
Cadu chegou ao Santos FC com 10 anos e sempre se destacou na base conquistando Campeonato Paulista Sub-11 e Sub-13, além da Paulista Cup Sub-14 e Paulista Sub-20.
Em outubro de 2017, foi convocado para a Seleção Brasileira Sub-15 para a disputa do Campeonato Sul-Americano da categoria, disputado na Argentina.
Em outubro de 2018, aos 16 anos, assinou seu primeiro contrato profissional da carreira, válido até 30 de setembro de 2021, com opção de renovação por mais dois anos.
Foi relacionado pelo treinador Jorge Sampaoli em cinco partidas pelo Campeonato Brasileiro de 2019.
Quando foi promovido ao Sub-20, o jogador sofreu uma lesão de ligamento cruzado anterior no joelho esquerdo em um amistoso antes da sua primeira Copinha em 2020.
Voltou para os gramados diante o Fluminense, pelo Brasileirão sub-20 de 2021, 10 meses após a lesão. Dias depois da reestreia, ele sofreu outra lesão no joelho em um dos treinamentos e voltou a atuar só depois da Copinha de 2022.
Em maio de 2021, renovou seu contrato até setembro de 2023.
Se firmou na temporada de 2022, somando 28 partidas na conquista do título do Paulista Sub-20 e outros nove jogos pelo Brasileiro da categoria.
Disputou sua primeira Copinha em 2023 e atuou nos 8 duelos disputados pela equipe, que chegou até às semifinais do torneio. Após o torneio, foi chamado pelo treinador Odair Hellmann para integrar o elenco principal do time praiano.
Em abril de 2023, assinou a renovação de contrato com o Santos até o final de 2024. Em agosto do mesmo ano, foi afastado do time principal pelo treinador Diego Aguirre.